# Andrzej Przewoźnik
Andrzej Przewoźnik (13 de maio de 1963 — 10 de abril de 2010) foi um político polaco.
Foi uma das vítimas do acidente do Tu-154 da Força Aérea Polonesa.